# ビクトリア・リベルズ
ビクトリア・リベルズ(Victoria Rebels)は、カナダビクトリアをホームタウンとする、ジュニアのカナディアンフットボールチーム。カナディアン・ジュニア・フットボールリーグ(CJFL)で、8チームからなるB.C.フットボールカンファレンスでプレーし、年に一度の全国タイトルカナディアン・ボウル(Canadian Bowl)を争う。1985年に創立、2000年から2003年まで、BCフットボールカンファレンス決勝に進出し、2003年には優勝している。

## コーチ
ポール・オラジエッティ(Paul Orazietti)